# Mike Kluge
Mike Kluge, né le 25 septembre 1962 à Berlin, est un coureur cycliste allemand, spécialisé dans le cyclo-cross et en VTT. Il a été champion du monde de cyclo-cross en 1992 après avoir remporté le titre en amateur en 1985 et en 1987. En 1993, il est longtemps en tête et se dirige vers un deuxième titre consécutif, lorsqu'il est victime d'un incident technique dans le dernier tour et doit laisser passer le futur champion du monde Dominique Arnould. Il doit se contenter de la médaille d'argent.

## Palmarès en cyclo-cross
- 1983-1984
  -  Champion d'Allemagne de cyclo-cross amateurs
- 1984-1985
  -  Champion du monde de cyclo-cross amateurs
  -  Champion d'Allemagne de cyclo-cross amateurs
- 1985-1986
  -  Champion d'Allemagne de cyclo-cross amateurs
- 1986-1987
  -  Champion du monde de cyclo-cross amateurs
  -  Champion d'Allemagne de cyclo-cross amateurs
- 1987-1988
  -  Champion d'Allemagne de cyclo-cross amateurs
- 1988-1989
  -  Champion d'Allemagne de cyclo-cross
- 1989-1990
  -  Champion d'Allemagne de cyclo-cross
- 1990-1991
  -  Champion d'Allemagne de cyclo-cross
- 1991-1992
  -  Champion du monde de cyclo-cross
  -  Champion d'Allemagne de cyclo-cross
- 1992-1993
  -  Champion d'Allemagne de cyclo-cross
  -  Médaillé d'argent du championnat du monde de cyclo-cross
- 1995-1996
  -  Champion d'Allemagne de cyclo-cross
  - Cyclo-cross de Nommay

## Palmarès sur route
- 1983
  - 2 étapes du Tour de Rhénanie-Palatinat
- 1986
  - 1 étape du Tour de Rhénanie-Palatinat
- 1988
  - 1 étape du Tour de Rhénanie-Palatinat
- 1990
  - 1 étape du Grand Prix Guillaume Tell
- 1998
  - 1 étape du Coca-Cola Trophy

## Palmarès en VTT

### Jeux olympiques
- Atlanta 1996
  - Abandon lors de l'épreuve de cross-country

### Coupe du monde
- 1993 : vainqueur de deux manches
- 1996 : 8e du classement général

### Championnats d'Allemagne
- 1993
  -  Champion d'Allemagne de cross-country
- 1996
  -  Champion d'Allemagne de cross-country

## Distinctions
- Cycliste allemand de l'année : 1985